# Nick Aldis
Pour les articles homonymes, voir Nick et Aldis.
Nicholas Harry Aldis (né le 6 novembre 1986) est un catcheur (lutteur professionnel) britannique. Il travaille actuellement à la World Wrestling Entertainment, sous le nom de Nick Aldis, où il est le manager général de la division SmackDown.
Il a été deux fois champion du monde par équipe de la TNA en 2009 avec Doug Williams et en 2012 avec Samoa Joe.
Il est champion du monde poids-lourds de la NWA du 21 octobre 2018 au 29 août 2021, faisant de son règne le plus long du XXIe siècle.

## Jeunesse et débuts dans le catch
Aldis est étudiant à la Smithdon High School à Hunstanton. En 2003, il commence à aller avec son ami d'enfance James Cambridge à la Dropkixx wrestling academy, une école de catch situé dans l'Essex où il côtoye Stuart Bennett,.

### Total Nonstop Action Wrestling (2008-2015)

#### Modern Day Gladiator et The British Invasion (2008-2010)

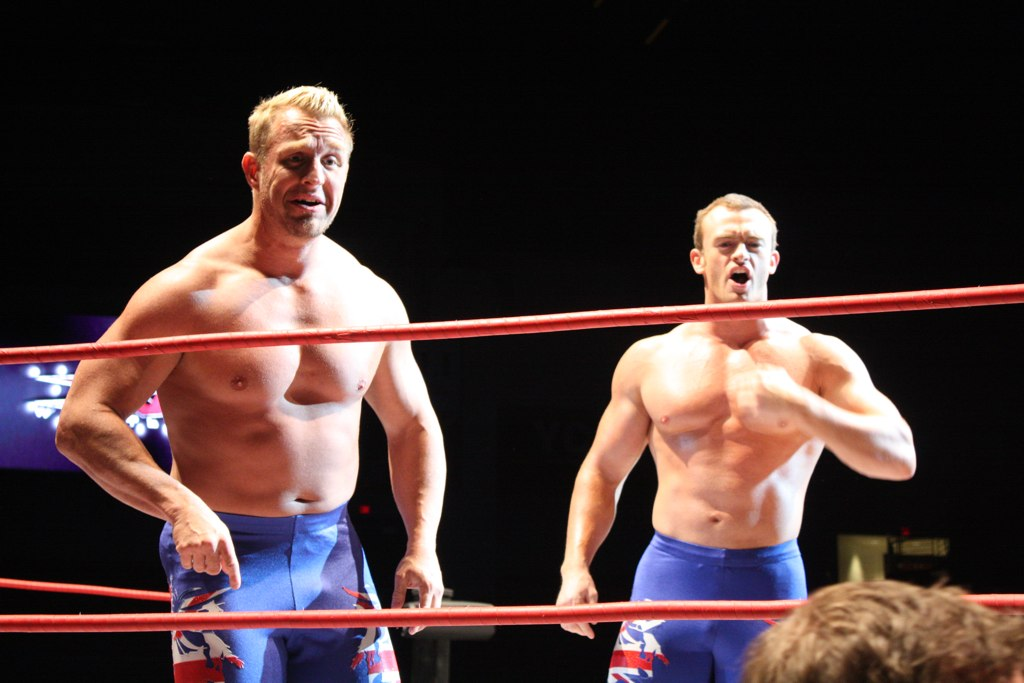
The British Invasion, Doug Williams et Nick Aldis (2009).

En novembre 2008, Aldis signe avec la Total Nonstop Action Wrestling et prend le nom de ring de Brutus Magnus et incarne un gladiateur des temps modernes,. Après avoir participé à la tournée de la TNA en Angleterre en janvier 2009, il fait son premier match télévisé le 5 février où il remporte un match très bref face à Shark Boy
Le 30 avril 2009, à Impact!, il abandonne son personnage de gladiateur et rejoint The British Invasion avec les catcheurs anglais Doug Williams et Rob Terry. Il catche alors en équipe avec Douglas Williams et ils battent Homicide dans match à handicap au premier tour du Team 3D Invitational Tag Team Tournament après avoir attaqué Hernandez et volé les mallettes du Feast or Fired pour le championnat de la division X et le championnat du monde poids-lourds de la TNA avant le match. The Invasion rejoint la World Elite avec Eric Young, Sheik Abdul Bashir et Kiyoshi et entament une rivalité avec la Team 3D pour les championnats par équipe IWGP, ceintures de la New Japan Pro-Wrestling. Le 30 juillet à Impact!, Magnus et Williams remportent alors le titre IWGP en battant Team 3D dans un match des tables. Le 10 août 2009, la NJPW reconnait le changement de champions. A Bound for Glory, The British Invasion perdent le titre IWGP face à la Team 3D, mais remportent les championnats du monde par équipe de la TNA dans un four way Full Metal Mayhem Tag Team match face à Booker T et Scott Steiner, Team 3D et Beer Money, Inc.

#### Reformation deThe British Invasionet premier champion Xplosion (2010-2011)

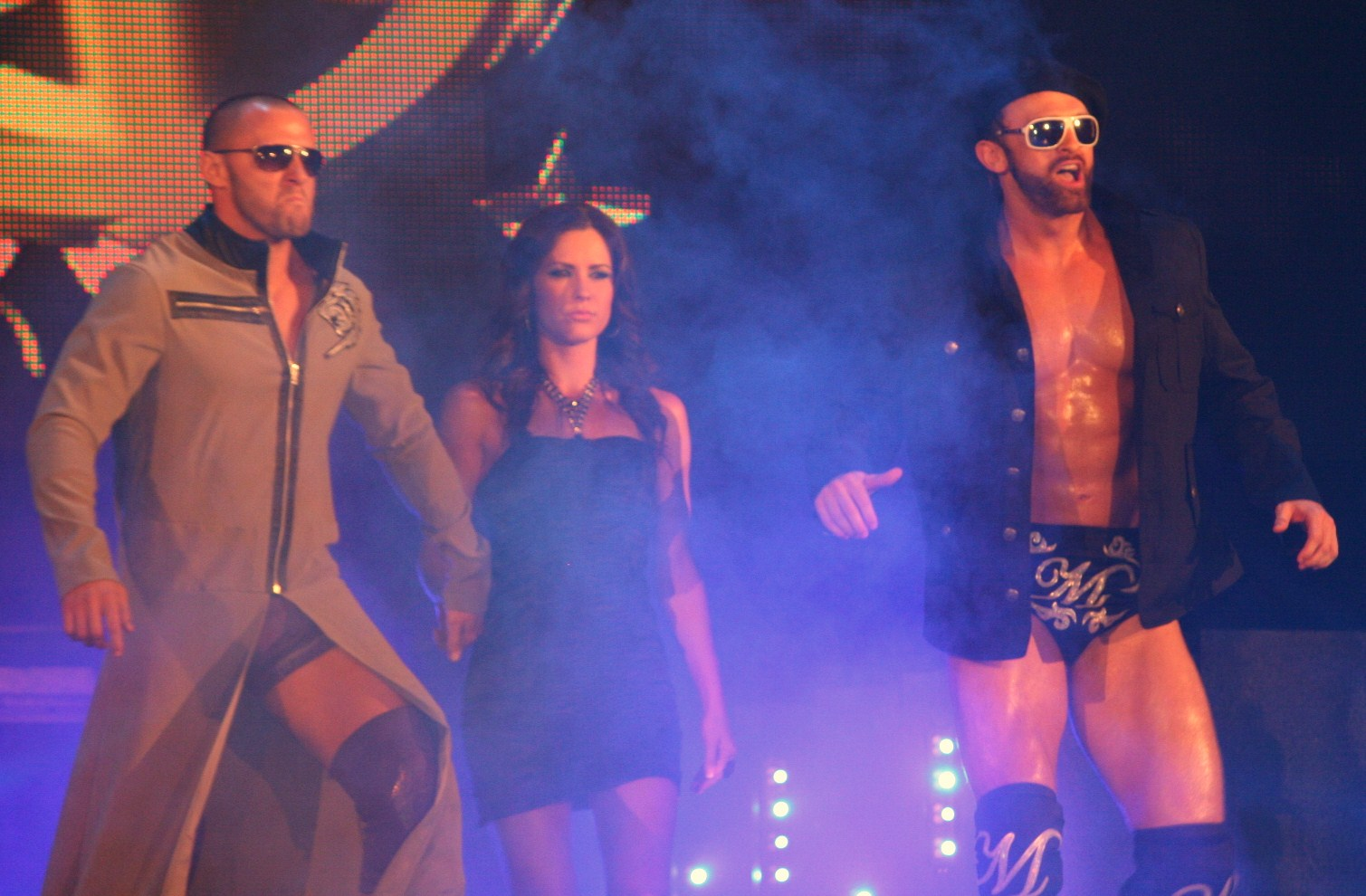
Brutus Magnus, accompagné par Desmond Wolfe et Chelsea en 2010.

Il s'allie avec Douglas Williams contre Rob Terry et AJ Styles, mais perdent le match. Plus tard, il reforme la British Invasion avec Williams en s'attaquant à Orlando Jordan et Eric Young et depuis, on ne le voit pas beaucoup à Impact Wrestling. A Slammiversary IX, lui et Douglas Williams perdent face à James Storm et Alex Shelley pour le Championnat par équipe de la TNA. Il s'associe ensuite avec Desmond Wolfe. Le 27 juillet à Xplosion, il bat Shannon Moore et se qualifie pour les quarts de finale du tournoi pour le Xplosion Championship. Lors du tournoi de Xplosion Championship à Xplosion, il bat en premier round, Orlando Jordan. En quart de finale, il bat Shannon Moore. En demi-finale, il n'a pas d'adversaire. Mais en finale, il gagne face à Alex Shelley et devient le premier Champion de Xplosion.

#### Alliance avec Samoa Joe, Bound for Glory Series puis blessure (2011-2013)
En décembre 2011,il catche dans la filiale Indienne de la TNA, la Ring Ka King.Il perd la finale du tournoi avec Sonjay Dutt pour devenir les premiers Ring Ka Ring Champion face à Chavo Guerrero Jr et Bulldog Hart(David Hart Smith à la WWE).Lors d'un autre épisode il affronte Matt Morgan(Premier Ring Ka King Heavyweight Champion) pour le titre, il remporte le match et devient Ring Ka King Heavyweight Champion. Il perd son ring ka king Heavyweight Championship  le 26 avril 2012 contre Mahabali Veera.
À Impact Wrestling, Sting organise un tournoi nommé le "Wild Card Tournament", qui consiste à créer de nouvelles équipes et les gagnants de ce tournoi auront une chance pour être challenger no 1 lors de Genesis face aux Champions Matt Morgan & Crimson. Magnus a été mis en équipe avec Samoa Joe. Leur dernier match a eu lieu lors de la 1re édition de Impact Wrestling en 2012, le 5 janvier où ils ont battu A.J. Styles et Kazarian ce qui leur ont donné une chance à Genesis face aux Champion qui ont perdu. Aux épisodes suivants d'Impact Wrestling, ils se sont confrontés aux Champion et ont eu une nouvelle chance de se battre avec eux dans un match ou les titres ne sont pas en jeu que lui et Samoa Joe ont gagné. Lors de Against All Odds, il remporte les Championnats du Monde par équipe de la TNA avec Samoa Joe. Ils effectuent parallèlement un tweener turn grâce à leur popularité mais le fait qu'ils sont bookés heel les rend tweener. Lors de Victory Road, lui et Samoa Joe battent Matt Morgan & Crimson et conservent leurs titres. Ils confirment leur tweener turn en battant Mexican America a Impact le 22 mars lors d'une édition d'Impact Wrestling. Lors de Lockdown, ils battent les Motor City Machine Guns (Alex Shelley & Chris Sabin) dans un Steel Cage Match. Lors de l'Impact Wrestling du 26 avril, ils conservent donc leurs titres contre Jeff Hardy et Mr. Anderson. Ils perdent leurs titres contre Christopher Daniels & Kazarian lors de Sacrifice 2012.
Lors d'Impact Wrestling du 14 juin, il est annoncé à être l'un des 12 participants des Bound for Glory Series qui dureront jusqu'à No Surrender (2012) et commence ce tournoi par une défaite lors d'un bataille Royal ou tous les participants de la BFG Series y participaient, elle a d’ailleurs été gagnée par James Storm. Lors d'Impact Wrestling du 21 juin, il bat A.J. Styles par tombé. Lors d'Xplosion du 4 juillet, il bat The Pope. Lors d'un Show House, il perd contre James Storm. Il perd contre Christopher Daniels lors d'Xplosion du 18 juillet. Lors d'Impact Wrestling du 19 juillet, il perd contre Bully Ray. Lors d'un Show House à Dayton, il bat Jeff Hardy par tombé. Lors d'un autre Show House à Washington, il perd contre Kurt Angle. Lors du Show House du 29 juillet, il perd contre Mr Anderson par soumission. Lors d'Impact Wrestling du 9 août, il perd contre RVD. A Hardcore Justice, il perd contre Mr Anderson et RVD dans un 3 way Falls Count Anywhere match remporté par ce dernier. Lors d'Xplosion du 15 août, il bat Robbie E par tombé. Lors d'Impact Wrestling du 16 août, il perd contre Samoa Joe. Lors de Bound for Glory(2012), il perd contre Samoa Joe et ne remporte pas le TV Championship. Lors d'Impact Wrestling du 1er novembre, il perd contre Samoa Joe par disqualification et ne remporte pas le titre. Lors de Turning point, il perd contre Samoa Joe dans un No Disqualification match et ne remporte pas le titre. Lors d'Impact Wrestling du 29 novembre, il se fait attaquer par les Aces and Eights avant son match pour le titre TV contre Samoa Joe.

#### Rivalité avec Aces & Eights (2013)
Lors de Impact Wrestling Open Fight Night du 31 janvier 2013, à Manchester, il fait son retour en interrompant Bad Influence et challenge Devon et gagne par disqualification, il effectue en même temps un Face turn.Lors d'Impact du 14 février, il défait Christopher Daniels. Lors d'Impact du 28 février, on apprend qu'il fera partie de la Team TNA à Lockdown.Lors de Impact Wrestling du 7 mars, Lui et Samoa Joe battent Aces & Eights (DOC et Garett Bischoff). Lors de Lockdown 2013, il fut le premier de la Team TNA à entrer. La Team TNA battent Aces & Eights. Lors de Impact Wrestling du 14 mars, il perd contre Jeff Hardy, Samoa Joe et  Kurt Angle et ne devient pas challenger au World Heavyweight Championship.Lors de Impact Wrestling du 4 avril, il perd avec Eric Young, Joseph Park, Kurt Angle et Samoa Joe contre Aces & Eights.Lors de Impact Wrestling du 18 avril,il est attaqué backstage par les Aces & Eights et ne participe pas à son match pour le titre TV contre Devon mais est remplacé par Samoa Joe.Lors de Impact Wrestling du 9 mai, il gagne contre DOC. Il est attaqué plus tard par les Aces & Eights. Il fait son retour lors d'impact du 23 mai en sauvant Sam Shaw d'une attaque des Aces & Eights et bat Wes Brisco.La semaine d'après, il intervient dans le match opposant Samoa Joe et Garett Bischoff. Lors de Slammiversary,lui, Samoa Joe et Jeff Hardy battent les Aces & Eights (Anderson,Wes Brisco et Garett Bischoff). Lors d'impact du 13 juin, il remporte un fatal 4 way contre Matt Morgan, Rob Terry et Kenny King. Lors d'impact du 20 juin, il bat Kazarian par soumission est gagne 10 points dans les Bound for Glory Series. Lors d'impact du 27 juin il remporte la plus grande victoire de sa carrière en battant Bobby Roode(vainqueur des Bound for Glory Series 2011 et plus long règne de Champion du monde poids lourds de la TNA avec 256 jours) est gagne 7 points dans les Bound for Glory Series.

#### Main Event Mafia (2013)
Lors de Impact Wrestling du 4 juillet, Magnus rejoint la Nouvelle Main Event Mafia avec Sting, Kurt Angle et Samoa Joe.Lors de Impact Wrestling du 8 août, il perd contre Mr. Anderson par disqualification à la suite de l'intervention de Bobby Roode sur Anderson et il perd 10 points. Lors de Hardcore Justice, il perd contre Bobby Roode dans un Fatal 4 Way, dans ce match il avait aussi Mr. Anderson et Samoa Joe.Lors de Impact Wrestling du 22 août, il gagne avec Sting, Kurt Angle, Rampage Jackson et Samoa Joe contre Aces & Eights. Lors de Impact Wrestling du 5 septembre, il perd contre A.J. Styles dans un Gauntlet Match. Lors de No Surrender, il gagne contre Bobby Roode dans la demi-finale des Bound for Glory Series et le même soir, il perd en finale des Bound for Glory Series face à A.J. Styles. Lors de Bound for Glory (2013), il bat Sting par soumission.

#### Retour en solo (2013)
À la suite de sa victoire face à Sting la Main Event Mafia ce dissous et il effectue un Tweener turn.A Impact Wrestling du 31 octobre,il remporte un Gauntlet Match (qui était plutôt un Rumble Match) en éliminant Kazarian puis Sting, pour se qualifier dans le tournoi visant à designer un nouveau TNA World Heavyweight Champion vu qu’A.J. Styles a quitté la compagnie.Dixie Carter arrive sur le ring et dit que c'est dur pour la public de ne pas avoir l'instinct tellement parfait qu'elle a tout le temps. Elle n'a jamais rien à prouver à elle-même à cause de cela. Mais le monde entier la remercie d'avoir renvoyé ce renégat de son roster. La classe de son show a augmenté et plus important, cela a prouvé que personne sauf elle-même n'est irremplaçable. C'est du business, ce que les gens ne comprennent pas. Et qu'a fait A.J. Styles dernièrement ? Il l'a remise en question et a pris son titre de la TNA qu'il lui a volée. Il l'a pris avec lui au Mexique où il est allé avec la voiture qu'il lui a volée. Il a défendu le titre de la TNA mais il n'est pas son champion. Son avocat peut le certifier. Et le plus grand tournoi de l'histoire de ce milieu a été lancé la semaine dernière. Jeff Hardy a battu quelqu'un dans un Full Metal Mayhem match et ce soir on ne ratera pas Austin Aries contre Kurt Angle dans un match à soumission. Et la semaine prochaine, Spike Tv fait une faveur en proposant le pay-per-view Turning Point gratuitement. Et elle veut parler des gros matchs qui y seront prévus.Elle introduit alors Bobby Roode et James Storm qui s'opposeront dans un match puis Samoa Joe et Magnus qui seront opposés dans l'autre match comptant pour le tournoi pour le titre poids-lourd de la TNA. Dixie Carter dit que plus tôt dans la journée, elle a tourné la Roue de Dixie pour déterminer quel genre de match ils auront. Roode et Storm auront un BullRope match. Ils ont été la plus grande équipe de cette compagnie mais là c'est chacun pour soi. Storm doit penser qu'il a l'avantage avec ce match, mais elle le donne à Roode parce qu'il a battu Kurt Angle deux fois. Storm va devoir augmenter son niveau et lui prouver de quoi il est fait. James Storm lui répond qu'il n'a rien à lui prouver parce qu'elle ne dirige pas le rodéo. Il se ramènera avec un pack de bières et sera accompagné par le public.Dixie Carter en vient au match entre les deux anciens membres de la Main Event Mafia qui ont fait équipe et ont été champions ensemble. Elle précise que Samoa Joe est un originel de la TNA comme son bon vieux pote A.J. Styles. Joe et Magnus seront opposés dans un Falls Count Anywhere match.Samoa Joe dit qu'il ne peut pas participer à cette mascarade plus longtemps, car la seule raison pour laquelle elle organise ce tournoi est pour couvrir ses incapacités à régler son contentieux avec A.J. Styles. Dixie lui répond qu'il ferait mieux de faire attention à lui. Joe lui répond qu'elle doit réaliser qui a besoin de qui. Ils sont ici pour couvrir son mauvais business. Mais il va assurer ses arrières et après qu'il aura remporté ce tournoi et qu'il sera le champion du monde poids-lourd de la TNA, il fera sa première défense contre l'homme qui n'a jamais perdu ce titre et ce sera ici ou n'importe où dans le monde. Il garantit que cet homme sera A.J. Styles. Dixie lui dit qu'il est chanceux d'être dans ce tournoi. Magnus dit à Samoa Joe que la raison pour laquelle ils avaient recréé la Main Event Mafia est la même raison que les prémices de ce tournoi, de cette compagnie, c'est l'esprit de compétition. Et il sait que pour se proclamer le meilleur, il doit battre les tout meilleurs comme Samoa Joe. Ce ne sera pas facile mais ça arrivera. Dixie dit qu'elle veut être claire pour tout le monde. Ce tournoi est pour trouver son champion, celui qui défendra ses causes, et il sera le vrai champion du monde poids-lourd de ce business. Elle leur souhaite bonne chance et qu'ils fassent le meilleur.Lors de Turning Point 2013, il bat Samoa Joe et se qualifie pour les demi-finales du tournoi.Lors de Impact Wrestling du 5 décembre 2013, il bat Kurt Angle dans un Last Man Standing et se qualifie pour la finale du tournoi.

#### TNA World Heavyweight Champion (2013-2014)

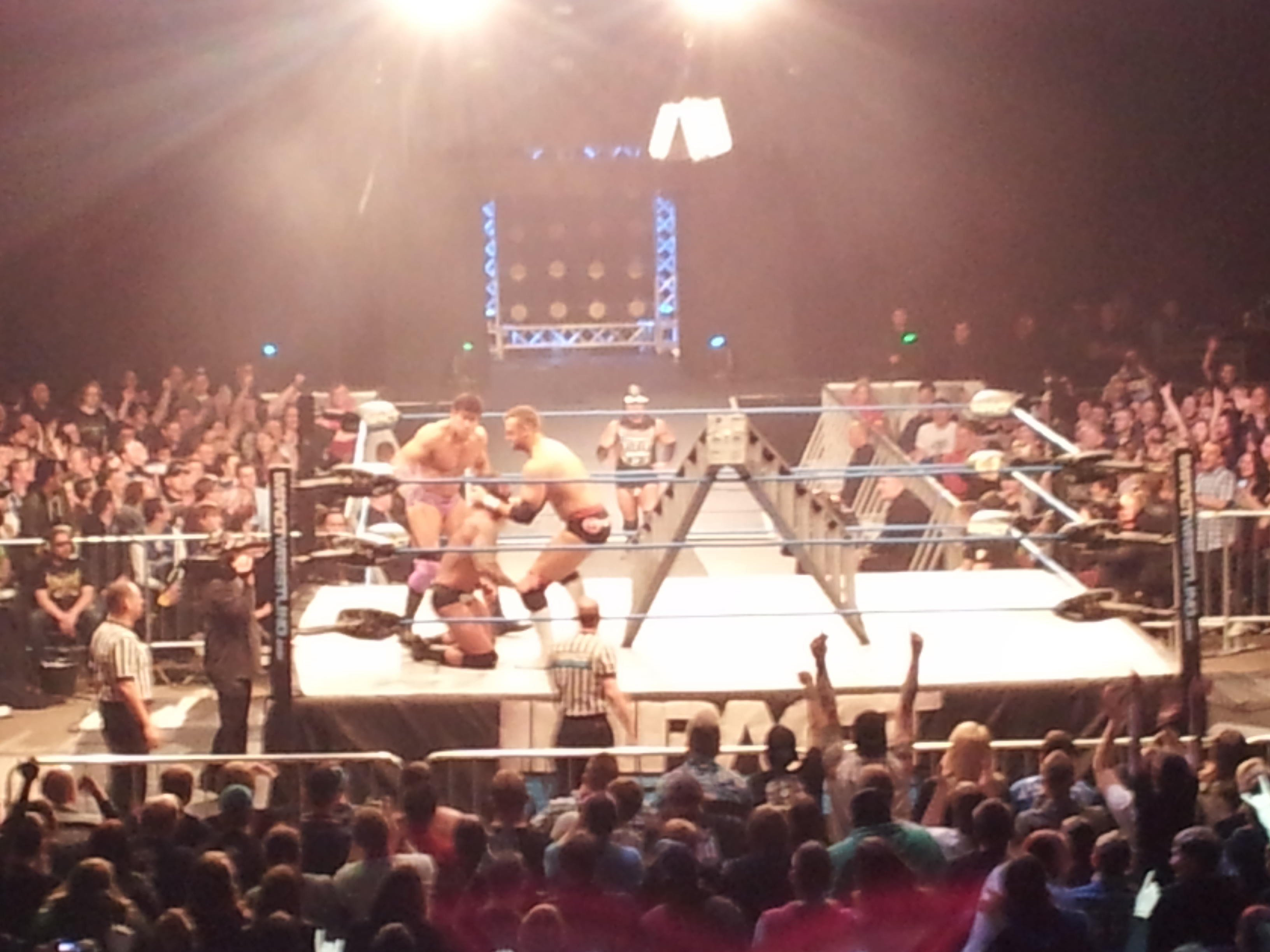
Magnus et Ethan Carter III assaillant Gunner en 2014.

Lors de Final Resolution, il bat Jeff Hardy et remporte le TNA World Heavyweight Championship. Il s'allie ensuite avec l'équipe de Dixie, auprès de Dixie Carter, Rockstar Spud et Ethan Carter III. Le 9 janvier 2014, il bat A.J. Styles dans un No Disqualification Title Unification match et devient TNA Undisputed World Heavyweight Champion. Le 17 janvier, lors de Genesis 2014, il conserve son titre contre Sting, ce match forçant ainsi Sting de quitter la fédération. Lors de Impact Wrestling du 20 février 2014, il conserve son titre contre Gunner. Lors du show TNA Outbreak à la WRESTLE-1, il conserve son titre contre Kai. Lors de Lockdown il conserve son titre contre Samoa Joe. Lors d'Impact Wrestling du 20 mars, il conserve son titre contre Samoa Joe. Lors d'Impact Wrestling du 3 avril, il conserve son titre contre Samoa Joe, Eric Young et Abyss.

#### Alliance avec Bram et Départ (2014-2015)
Lors de Impact Wrestling du 10 avril 2014, il perd le titre contre Eric Young. Lors de Impact Wrestling du 24 avril, il perd contre Abyss par disqualification. Lors de Sacrifice, il perd contre Eric Young et ne remporte pas le titre. Peu de temps après sa défaite face à Eric Young, Magnus a commencé une série de défaites, après avoir perdu la place de challenger numéro un pour le titre mondial Magnus a été rejoint dans un segment en coulisses par son ami d'enfance et compatriote Bram, qui a commencé à le châtier, affirmant qu'il était devenu doux. Au cours des prochaines semaines, Magnus a commencé à montrer des signes d'un Face turn quand Bram jette des armes dans le ring et l'encourage à laisser revenir son côté plus intense, mais Magnus refuse à chaque fois. Plus de signes  d'un Face turn de Magnus  ont commencé à se montrer quand il a attaqué Bram dans un segment en coulisses, et puis quand Magnus a sauvé Tigre Uno d'un assaut de Bram. Le 5 mai lors d'Impact Wrestling, il semblait que Magnus avait finalisé son Face turn en sauvant Willow de Bram, mais en fait il reste Heel et attaque lui-même Willow avec un levier en acier. Lors de Slammiversary XII il bat Willow. Le 19 juin lors d'Impact Wrestling, lui et Bram perdent par disqualification contre The Wolves (Davey Richards et Eddie Edwards) et ils ne remportent pas les TNA World Tag Team Championship. Le 3 septembre lors d'Impact Wrestling, lui et Bram battent Gunner et Samuel Shaw.
Lors de Impact Wrestling du 23 janvier, il a participe au Feast or Fired Match la dernière mallette qui contenait un TNA World Tag Team Championship match. Lors de Impact Wrestling du 30 janvier, il a essayé de se réconcilier avec Bram dans un bar, après avoir quitté le bar, il a ensuite été violemment attaqué par Bram, ainsi Magnus effectue un face-turn.
Lors de Slammiversary, il perd contre James Storm.
Il quitte la TNA en juin 2015.

### Circuit indépendant (2012-...)
Le 22 juillet 2012, lui et Samoa Joe battent Akitoshi Saito & Jun Akiyama et remportent les GHC Tag Team Championship,. Ils perdent leur titres le 8 octobre contre KENTA & Maybach Taniguchi,. Le 8 novembre 2014, il perd contre Dunkan Disorderly dans un match qui incluait également Drew Galloway et Mason Ryan et ne remporte pas le WRESTLING.IE Championship.

### Global Force Wrestling (2015-2017)
Le 29 juin, il signe un contrat avec la Global Force Wrestling. Le 23 octobre, il bat Bobby Roode et devient le premier GFW Global Champion
. Lors de MCW/GFW Collision Course, il conserve son titre contre Brian Myers.

### National Wrestling Alliance (2017-2022)

#### Double NWA World Heavyweight Champion (2017-2021)

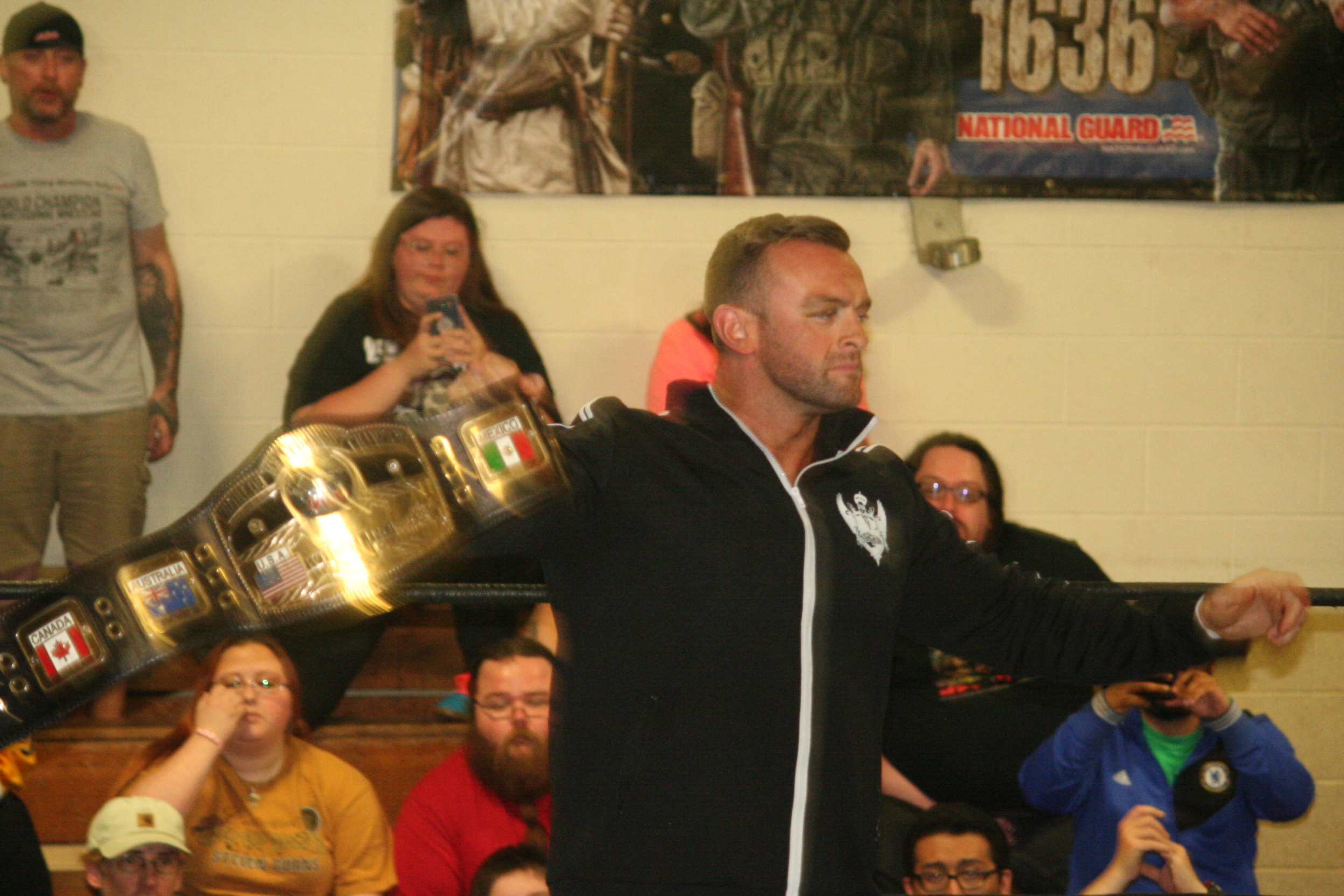
Aldis en tant que NWA World Heavyweight Champion en avril 2018

Lors de CZW Cage Of Death 19, il bat Tim Storm et remporte le NWA World Heavyweight Championship. Le 11 février 2018, il conserve son titre contre James Ellsworth,. Le 10 mars, il conserve son titre contre Crimson. Lors de HOH 38, il conserve son titre contre Lance Anoai. Lors de HOH 39, il conserve son titre contre Tommy Dreamer. Lors de CWFH Coastline Clash 2018, il conserve son titre contre Crimson et Jocephus.
Le 1er septembre lors de ALL IN, il perd le titre contre Cody. Le 21 octobre lors de NWA 70th Anniversary Show, il bat Cody et remporte le NWA World Heavyweight Championship pour la deuxième fois.
Lors de HOH 52: Indie Darlings, il conserve son titre contre Brian Cage. Lors de NWA The Crockett Cup 2019, il conserve son titre en battant Marty Scurll par soumission.
Le 25 janvier 2020, lors de Hard Times, il conserve son titre contre Flip Gordon. Le 1er décembre, lors du premier épisode de NWA Shockwave, il conserve son titre contre Mike Bennett. Le 6 juin 2021 lors de When Our Shadows Fall, il conserve son titre en battant Trevor Murdoch.

### Ring of Honor (2018-2020)
Il fait ses débuts à la Ring of Honor lors de ROH Honor United: Edinburgh le 24 mai 2018, lui et Mark Haskins perdent contre The Young Bucks. Le 20 juillet lors de Honor for All, il bat Flip Gordon et conserve le championnat du monde poids-lourds de la NWA.
Le 9 février 2020 lors de Free Enterprise, il perd avec Rush contre PCO & Marty Scurll.

### Second retour à Impact Wrestling (2022-2023)

#### Retour en tant qu'apparition occasionnelles (2022)
Le 1er avril 2022, il fait son retour lors de Multiverse of Matches en gagnant avec Mickie James contre Chelsea Green et Matt Cardona.
Lors de Slammiversary, il fait partie de l'équipe Impact Orignals avec Alex Shelley, Chris Sabin, Davey Richards et Frankie Kazarian pour vaincre Honor No More (Eddie Edwards, Matt Taven, Mike Bennett, PCO et Vincent).

#### Retour (2023)
Le 16 avril 2023, il fait son retour à Impact Wrestling lors de Rebellion, il annonce qu'il est officiellement de retour dans la compagnie, il a également confronter le nouveau Impact World Champion Steve Maclin sur le ring, après être venu en aide à Scott D'Amore à la suite de l'attaque de Maclin.

### World Wrestling Entertainment (2023-...)

#### Général ManagerdeSmackDown(2023-...)
Le 13 octobre 2023 à SmackDown, il fait ses débuts à la World Wrestling Entertainment, où Triple H, le directeur créatif de la compagnie, le nomme comme nouveau Général Manager du show bleu. Après cette annonce, il présente Kevin Owens comme nouveau membre du roster.

## Palmarès
- Championship Wrestling International
  - 1 fois CWI Heavyweight Champion (actuel)

- Dungeon Wrestling
  - 1 fois Stu Hart Heritage Champion (actuel)

- Global Force Wrestling
  - 1 fois GFW Global Champion
  - GFW Global Championship Tournament (2015)

- National Wrestling Alliance
  - 2 fois NWA World Heavyweight Championship[50]

- New Japan Pro Wrestling
  - 1 fois IWGP Tag Team Champion avec Douglas Williams[51]

- North American Wrestling Allegiance
  - 1 fois NAWA Texas Champion

- Pro Wrestling Noah
  - 1 fois GHC Tag Team Championship avec Samoa Joe

- Ring Ka King
  - 1 fois Ring Ka King Heavyweight Champion
  - World Cup of Ring Ka King (2012) avec Abyss,  Deadly Danda, Scott Steiner et Sonjay Dutt

- Stand Alone Wrestling
  - 1 fois SAW Heavyweight Champion

- Total Nonstop Action Wrestling
  - 1 fois TNA World Heavyweight Championship
  - 2 fois TNA World Tag Team Championship avec Douglas Williams (1) [52] et  Samoa Joe (1)
  - TNA World Tag Team Championship #1 Contenders Tournament (2010) avec Desmond Wolfe[53]
  - Xplosion Championship Challenge (2011)
  - Wild Card Tournament (2011) avec Samoa Joe
  - TNA World Heavyweight Championship Tournament (2013)
  - Feast Or Fired (2015 – TNA World Tag Team Championship)

## Récompenses des magazines
- Pro Wrestling Illustrated

| Année | 2009 | 2010 | 2011 | 2012 | 2013 | 2014 | 2015 | 2016 | 2017 | 2018 | 2019 | 2020 | 2021 | 2022 | 2022 |
| ----- | ---- | ---- | ---- | ---- | ---- | ---- | ---- | ---- | ---- | ---- | ---- | ---- | ---- | ---- | ---- |
| Rang  | 173  | 107  | 164  | 43   | 43   | 8    | 71   | 96   | 95   | 52   | 41   | 15   | 30   | 60   | 57   |

## Vie privée
Il est en couple avec la catcheuse Mickie James depuis 2012. Ils ont un fils Donovan Patrick Aldis, né le 25 septembre 2014. Le 26 décembre 2015, Mickie James annonce sur son compte Instagram ses fiançailles avec Magnus. Ils se marient le 31 décembre 2015, le soir du réveillon.